# Conseil des représentants (Irak)
Ne doit pas être confondu avec Conseil des représentants (Bahreïn).
5e législature
Palais des congrès
Le Conseil des représentants (en arabe : مجلس النواب, Majlis an-Nuwwāb ; en kurde : ئه‌نجومه‌نی نوێنه‌ران, Enjumen-e Nûnerên) est, selon la Constitution de l'Irak de 2005, la chambre basse du pouvoir législatif bicaméral d'Irak. 
En réalité, elle est l'assemblée monocaméral du pouvoir législatif irakien, le Conseil de la Fédération, la chambre haute, ne s'étant encore jamais réuni.
Il siège dans la zone verte à Bagdad.

## Système électoral
Le conseil est composé de 329 représentants élus pour quatre ans au vote unique non transférable dans 83 circonscriptions plurinominales, avec un quota de 25 % des sièges réservés aux femmes dans chacune d'elles. Les électeurs votent pour un seul candidat dans leur circonscription, et les candidats ayant reçu le plus de voix dans celle-ci sont élus à hauteur du nombre de sièges qui y sont à pourvoir,.
Sur les 329 sièges, 9 sont réservés aux minorités religieuses ou ethniques, à raison de cinq sièges pour les chrétiens et un chacun pour les Mandéens, Yézidis, Shabaks et kurdes Feylis, ce dernier ayant été ajouté en février 2018 sur décision du conseil.

### Antérieurs
Le système actuel est en vigueur depuis une réforme électorale conduite en 2021 en réponse aux importantes manifestations appelant à une réforme du système. Les précédentes élections avaient lieu au scrutin proportionnel de liste ouvertes dans 18 circonscriptions de sept à 34 sièges correspondant aux gouvernorats de l'Irak, et les sièges était répartis selon la méthode de Sainte-Laguë, tout en réservant également 25 % des sièges aux femmes dans chaque circonscriptions.

### Conditions
Seules peuvent être élues les personnes âgées d'au moins 30 ans, diplômées de l'enseignement secondaire. Les membres actifs des forces armées ne peuvent se présenter comme candidats. Sont également exclues les personnes condamnées pour détournement de fonds publics ou pour crime d'honneur, ainsi que les anciens cadres du parti Baas.

## Bâtiment
À la suite du concours organisé pour la construction du nouveau parlement irakien par le  jury du Royal Institute of British Architects en 2012, le cabinet britannique Assemblage avait été désigné comme le vainqueur et s'était vu attribuer la somme de 250 000 dollars. Mais le gouvernement irakien a préféré sélectionner le projet de Zaha Hadid, pourtant arrivé en troisième position, Capita Symonds, filiale du Capita Group, étant positionné en deuxième place. 
En 2010, le gouvernement irakien lui a commandé le nouveau bâtiment de la Banque centrale d'Irak qui est en cours de construction. Ce projet était son premier projet pour son pays natal, chantier estimé à 500 millions de dollars.
Le gouvernement fédéral de Nouri al-Maliki a confirmé la construction d’un nouveau parlement pour un milliard de dollars dans un contexte difficile pour l'Irak avec les exactions de l'État islamique en Irak et au Levant et les positions du gouvernement régional du Kurdistan irakien.